# レイ・ボーグ
レイ・ボーグ（Ray Borg、1993年8月4日 - ）は、アメリカ合衆国の男性元総合格闘家。アリゾナ州ツーソン出身。ジャクソンズMMA・アコマ所属。

## 来歴

### 総合格闘技
2012年、プロ総合格闘技デビュー。ローカル団体で6戦全勝の戦績を残した。

### UFC
2014年4月19日、UFC初参戦となったUFC on FOX 11でフライ級ランキング13位のダスティン・オーティスと対戦し、1-2の判定負け。
2014年6月28日、UFC Fight Night: Swanson vs. Stephensでシェーン・ハウエルと対戦し、リアネイキドチョークで1R一本勝ち。パフォーマンス・オブ・ザ・ナイトを受賞した。
2015年2月14日、UFC Fight Night: Henderson vs. Thatchでクリス・ケレイデスと対戦し、キムラロックで3R一本勝ち。2試合連続のパフォーマンス・オブ・ザ・ナイトを受賞した。
2016年12月30日、UFC 207でフライ級ランキング12位のルイス・スモルカと対戦し、3-0の判定勝ち。なお、この試合はボーグの体重超過により、129.5ポンドのキャッチウェイトで行われた。
2017年3月11日、UFC Fight Night: Belfort vs. Gastelumでフライ級ランキング3位のジュシー・フォルミーガと対戦し、3-0の判定勝ち。
2017年10月7日、UFC 216のUFC世界フライ級タイトルマッチで王者デメトリアス・ジョンソンに挑戦し、腕ひしぎ十字固めで5R一本負け。王座獲得に失敗した。
2020年2月15日、UFC Fight Night: Anderson vs. Błachowicz 2でフライ級ランキング7位のホジェリオ・ボントリンと対戦し、3-0の判定勝ち。なお、この試合はボーグの体重超過により、128ポンドのキャッチウェイトで行われた。

### Eagle FC
2022年1月28日、Eagle FC初参戦となったEagle FC 44でコーディ・ギブソンと対戦し、3-0の判定勝ち。

### 引退
2023年4月22日、Bellator 295で堀口恭司と対戦予定だったが、ボーグの体重超過により試合が中止となりBellatorからリリースされた。また、同時に総合格闘技からの引退を発表した。

## 戦績

### プロ総合格闘技
| 総合格闘技 戦績 | 総合格闘技 戦績 | 総合格闘技 戦績 | 総合格闘技 戦績 | 総合格闘技 戦績 | 総合格闘技 戦績 | 総合格闘技 戦績 |
| --------------- | --------------- | --------------- | --------------- | --------------- | --------------- | --------------- |
| 22 試合         | (T)KO           | 一本            | 判定            | その他          | 引き分け        | 無効試合        |
| 16 勝           | 1               | 6               | 9               | 0               | 0               | 0               |
| 6 敗            | 0               | 1               | 5               | 0               | 0               | 0               |

| 勝敗 | 対戦相手                 | 試合結果                     | 大会名                                                      | 開催年月日     |
| ×    | マルロン・モラエス       | 5分3R終了 判定1-2            | GFL 1                                                       | 2025年5月24日  |
| ○    | リッキー・バンデハス     | 5分3R終了 判定2-1            | Eagle FC 46: Lee vs. Sanchez                                | 2022年3月11日  |
| ○    | コーディ・ギブソン       | 5分3R終了 判定3-0            | Eagle FC 44: Spong vs. Kharitonov                           | 2022年1月28日  |
| ○    | ジェシー・アーネット     | 5分3R終了 判定3-0            | UAE Warriors 20                                             | 2021年6月19日  |
| ×    | リッキー・シモン         | 5分3R終了 判定1-2            | UFC Fight Night: Smith vs. Teixeira                         | 2020年5月13日  |
| ○    | ホジェリオ・ボントリン   | 5分3R終了 判定3-0            | UFC Fight Night: Anderson vs. Błachowicz 2                  | 2020年2月15日  |
| ○    | ガブリエル・シウバ       | 5分3R終了 判定3-0            | UFC on ESPN: dos Anjos vs. Edwards                          | 2019年7月20日  |
| ×    | ケイシー・ケニー         | 5分3R終了 判定0-3            | UFC on ESPN 2: Barboza vs. Gaethje                          | 2019年3月30日  |
| ×    | デメトリアス・ジョンソン | 5R 3:15 腕ひしぎ十字固め     | UFC 216: Ferguson vs. Lee 【UFC世界フライ級タイトルマッチ】 | 2017年10月7日  |
| ○    | ジュシー・フォルミーガ   | 5分3R終了 判定3-0            | UFC Fight Night: Belfort vs. Gastelum                       | 2017年3月11日  |
| ○    | ルイス・スモルカ         | 5分3R終了 判定3-0            | UFC 207: Nunes vs. Rousey                                   | 2016年12月30日 |
| ×    | ジャスティン・スコギンズ | 5分3R終了 判定0-3            | UFC Fight Night: Hendricks vs. Thompson                     | 2016年2月6日   |
| ○    | ジアン・ヘレーラ         | 5分3R終了 判定3-0            | UFC Fight Night: Teixeira vs. St. Preux                     | 2015年8月8日   |
| ○    | クリス・ケラデス         | 3R 2:56 キムラロック         | UFC Fight Night: Henderson vs. Thatch                       | 2015年2月14日  |
| ○    | シェーン・ハウエル       | 1R 2:17 リアネイキドチョーク | UFC Fight Night: Swanson vs. Stephens                       | 2014年6月28日  |
| ×    | ダスティン・オーティス   | 5分3R終了 判定1-2            | UFC on FOX 11: Werdum vs. Browne                            | 2014年4月19日  |
| ○    | ニック・ウルソー         | 2R 4:01 リアネイキドチョーク | LFC 30                                                      | 2014年4月4日   |
| ○    | ジェムソン・サウディーノ | 2R 4:22 リアネイキドチョーク | SCS 20 - Vinte 【SCSフライ級タイトルマッチ】                | 2013年11月23日 |
| ○    | アンジェロ・サンチェス   | 5分3R終了 判定3-0            | Triple A MMA 3 - North vs. South                            | 2013年8月18日  |
| ○    | リー・リンドウ           | 1R 1:59 TKO（パンチ連打）    | KOTC - World Championships                                  | 2013年3月25日  |
| ○    | ピーター・バルチモア     | 1R 4:03 リアネイキドチョーク | KOTC - Regulators                                           | 2013年1月19日  |
| ○    | ジーン・ペレス           | 1R 3:01 リアネイキドチョーク | KOTC - Ignite                                               | 2012年8月11日  |

## 獲得タイトル
- SCSフライ級王座（2013年）

## 表彰
- UFC パフォーマンス・オブ・ザ・ナイト（2回）